# Accord de libre-échange entre le Japon et les Philippines

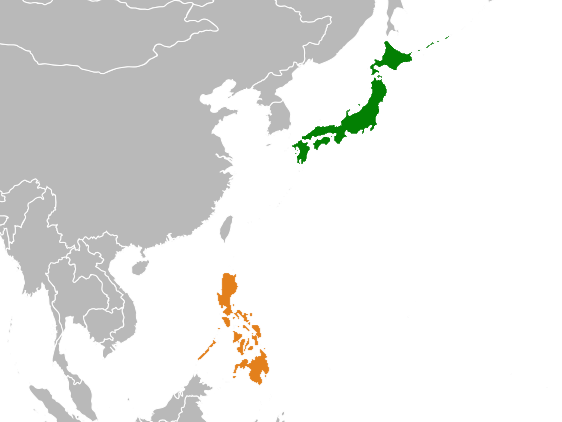

L'accord de libre-échange entre le Japon et les Philippines est un accord de libre-échange signé le 9 septembre 2006 et entré en application le 11 décembre 2008. C'est le premier traité de libre-échange bilatéral des Philippines. L'accord supprime plus de 80 % des droits de douane des Philippins vis-à-vis des marchandises japonaise à sa date de mise en vigueur, avant de l'être à terme à plus de 90 %. 80 % des droits de douane vis-à-vis des marchandises philippines sont supprimés dès l'entrée en vigueur de l'accord.